# Cité ouvrière (film)
Pour les articles homonymes, voir Cité ouvrière.
Pour plus de détails, voir Fiche technique et Distribution.
Cité ouvrière (titre original russe : Рабочий посёлок, Rabotchi poselok) est un film dramatique soviétique réalisé par Vladimir Venguerov en 1965 aux studios Lenfilm. C'est l'adaptation de la nouvelle éponyme de Vera Panova qui signe également le scénario.

## Fiche technique
- Titre : Cité ouvrière
- Titre original : Рабочий посёлок, Rabotchi poselok
- Réalisation : Vladimir Venguerov
- Scénario : Vera Panova
- Photographie : Heinrich Marandjian
- Caméra : Semion Ivanov :
- Direction artistique : Viktor Voline (ru) :
- Costumes : Wilia Rakhmatulina
- Musique : Isaak Schwarz
- Textes des chansons : Guennadi Chpalikov
- Son : Evgueni Nesterov (ru) :
- Montage : Stera Gorakova
- Assistant réalisateur : Ievgueni Tatarski
- Producteur exécutif : Mikhaïl Gendenstein
- Genre : film dramatique
- Production : Lenfilm
- Format : 1,37:1 - 35mm - noir et blanc
- Durée : 127 minutes
- Langue : russe
- Sortie :  Union soviétique : 25 avril 1966

## Distribution
- Oleg Borissov : Leonid Plechtcheïev, vétéran de guerre
- Lioudmila Gourtchenko : Maria, femme de Leonid
- Nikolaï Simonov : Sotnikov
- Tatiana Doronina : Polina
- Viktor Avdiouchko : Gricha
- Elena Dobronravova (ru) : Mekhotneva
- Lioubov Sokolova : Kapoustina
- Viktor Tchekmariov (ru) : Mochkine
- Alexandre Sokolov (ru) : Prokhorov
- Maria Prizvan-Sokolova (ru) : Prokhorova
- Stanislav Tchekan : Akhromovitch
- Boris Ryjoukhine (ru) : Makoukhine
- Stanislav Sokolov (ru) : Leonid Plechtcheïev jeune